# Клеј Сентер (Небраска)
Клеј Сентер (енгл. Clay Center) град је у америчкој савезној држави Небраска.

## Демографија
По попису из 2010. године број становника је 760, што је 101 (-11,7%) становника мање него 2000. године.
| Група             | 2000.       | 2010.       |
| Белци             | 818 (95,0%) | 709 (93,3%) |
| Афроамериканци    | 5 (0,6%)    | 3 (0,4%)    |
| Азијати           | 8 (0,9%)    | 1 (0,1%)    |
| Хиспаноамериканци | 26 (3,0%)   | 35 (4,6%)   |
| Укупно            | 861         | 760         |